# Рука Бога
Рука́ Бо́га (ісп. La Mano de Dios, англ. The Hand of God) — гол Дієго Марадони рукою в ворота Пітера Шилтона у матчі чвертьфіналу чемпіонату світу 1986 року між збірними Аргентини та Англії, що відбувся 22 червня 1986 року.

## Події голу
На 51-й хвилині чвертьфіналу чемпіонату світу 1986 року Дієго Марадона відкрив рахунок. Стів Ходж невдало відбив м'яч на свого воротаря Пітера Шилтона, і Марадона, який поступався голкіперу в зрості на 20 см, своєю лівою рукою, випередивши воротаря, забив гол. Арбітр зустрічі тунісець Алі Бен-Насер порушення правил не зафіксував. Цей гол спричинив бійку на трибунах, в якій англійські вболівальники напали на аргентинських. Після гри Дієго сказав: «Я не торкнувся м'яча, це була рука Бога» (ісп. Yo no la toqué, fue la mano de Dios), через що цей гол і став називатись «Рука Бога». Відео- і фотоматеріали, показані по телеканалах і в газетах у всьому світі, засвідчили, що гол справді забито рукою. У зв'язку з чим тренер збірної Англії Боббі Робсон назвав його «Рукою шахрая» (англ. The Hand of a Rascal).

## Цікаві факти
- У рок-групи Fall Out Boy є пісня під назвою «The Hand Of God (World Cup 1986)».
- Вперше програвши матч комп'ютеру Deep Blue, Гаррі Каспаров заявив, що це була «рука Бога», тим самим натякаючи на шахрайство з боку розробників комп'ютерної програми.
- На відстані 17 000 світлових років від Землі є газова туманність B1509, що нагадує руку. Її неофіційна назва — Рука Бога.
- В італійської ска-панк групи Talco є пісня під назвою La mano de Dios (альбом Mazel Tov). До речі, цю ж пісню співає зі сцени сам Дієго Марадона в документальному фільмі про себе режисера Еміра Кустуриці.
- На наступному чемпіонаті світу в матчі 13 червня 1990 року проти СРСР Марадона успішно повторив «руку Бога» уже в захисті. При нульовому рахунку Олексій Михайличенко впритул до воріт завдав удару головою у ближній кут, у якому стояв тільки Марадона. Той, витягнувши праву руку на всю довжину, зумів долонею відбити м'яча з лінії воріт. Ситуація була надзвичайно очевидною через відсутність поблизу інших осіб, які б могли прикривати видимість для арбітра Еріка Фредрікссона. Тож прийняте ним рішення не реагувати на порушення, тобто не призначати пенальті та не вилучати порушника, слід вважати винятково релігійним.